# Džigolj
Džigolj (cyr. Џигољ) – wieś w Serbii, w okręgu toplickim, w mieście Prokuplje. W 2011 roku liczyła 222 mieszkańców.